# Nógrádi Gergely
Nógrádi Gergely (Budapest, 1971. február 7. –) operaénekes, kántor, író, újságíró.

## Élete
Nógrádi Gábor író fia.
Sokoldalú művész. Pályafutását operaénekesként kezdte, de közben lapkiadóvállalatok (Presskontakt, Sanoma, Ringier, Active Verlag) magazinjainál töltött be vezető pozíciót, illetve kommunikációs igazgató volt a Gastroyal Zrt-nél. Fellépett a világ nagy koncerttermeiben (pl. Carnegie Hall, Concertgebouw, Liederhalle, Zeneakadémia, Müpa, Vigadó). Tizenöt CD-je és több DVD-je jelent meg (2023-ig), főszerepet kapott Elek Judit zenés Eisikovits-filmjében, Magyarországon koncertezett a Budapesti Fesztiválzenekarral, a MÁV Szimfonikus Zenekarral, a Szegedi Szimfonikus Zenekarral, a Budapest Klezmer Banddel, a Budapest Jazz Orchestrával, és fellépett a Magyar Állami Operaházban, a Budapesti Operettszínházban, a Debreceni Csokonai Színházban, a Miskolci Nemzeti Színházban, a Szegedi Nemzeti Színházban, Szolnoki Szigligeti Színházban, a Millenáris Színházban.
Íróként és társíróként 57 könyvet jegyez (2023-ig): szépirodalmi és szórakoztató regényeket, ifjúsági regényeket, novellásköteteket, riportköteteket. 2010 és 2023 között ezer író-olvasó találkozót tartott országszerte és külföldön, 2009 óta a Magyar Ifjúsági Talentumok tehetséggondozó egyesület alelnöke.
2015-ben az Európai Kántorszövetség Angliában Európa kántorhangjává választotta. 2016-ban Palm Beachen elnyerte a The Jewish Pavarotti díjat. 2017-ben Washingtonban A Magyar Kultúra és Művészet Tiszteletbeli Követévé nevezték ki, ugyanebben az esztendőben főkántori címet kapott. 2018-ban Washingtonban Flown Flag capitoliumi elismerés adott át neki Michael S. Lee amerikai szenátor.
Operaénekesként első díjat nyert a neustadti Gesty Sylvia Énekversenyen (1995) és a prágai Don Giovanni Énekversenyen (1995), valamint második díjat a Magyar Állami Operaház és a Veronai Aréna II. Nemzetközi Énekversenyén (1996).
2009 novemberétől a budapesti Frankel Leó utcai zsinagóga főkántora.
Nős, balettművész feleségével egy orvostanhallgató fiú és egy joghallgató lány szülei.

## Végzettsége
- 1985–1989 érettségi a kőszegi Jurisich Miklós Gimnáziumban
- 1989–1991 Jeruzsálemi Héber Egyetem, Nemzetközi Kapcsolatok és Zenetudomány szak
- 1991–1995 ELTE BTK Népművelés szak és Színháztudományi program (MA diploma éve: 1995)
- 1992–1995 Bartók Béla Konzervatórium, Ének szak
- 1995–1996 Liszt Ferenc Zeneakadémia, Ének szak
- 1996–1997 Stuttgarti Állami Zeneművészeti Főiskola, Ének szak
- 2005–2006 Pécsi Tudományegyetem Állam- és Jogtudományi Kar, Politikusképzés
- 2009–2013 OR–ZSE, Liturgia és Kántor szak (BA)
- 2013–2014 Potsdami Egyetem, doktoranduszi vendégév[5]
- 2012–2019 OR–ZSE, Doktori Iskola (PhD fokozat megszerzése: 2019)
- 2021 Gyógypedagógiai szakasszisztensi vizsga

## Művei

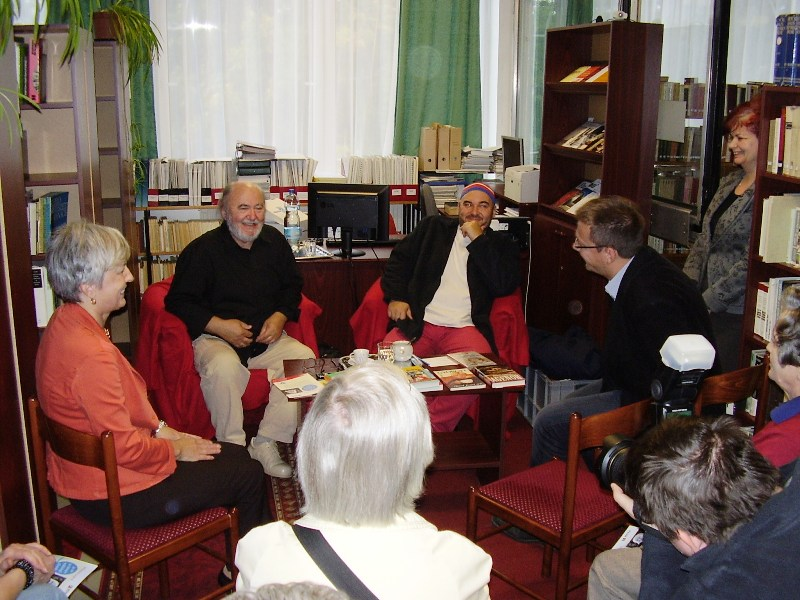
Író-olvasó találkozón 2013-ban Nógrádi Gáborral

### Ifjúsági regények
- Vau! (2004)[6]
- Coccolino – mesekönyv (2005)
- A bölcs gyerek könyve – Nógrádi Gáborral közösen (2009)
- Nyau! (2010)
- Agenor (2011)
- Balhés Beni naplója (2011)
- A csodakosaras (2013)[5][7]
- Misu és a piros kenu – ifjúsági regény (2014)
- Hahó, tesó! – mese (2017)
- A varázskenu (2020)
- Zsidó hittankönyvek I-IV. (2015–2019)

### További művei
- Hogyan csináljunk Pavarotti? – szakkönyv (2004) Online elérhetőség (MEK)
- Bye–bye háj – életmódkönyv (Kállai Ildikóról, Kőbán Ritáról és Pessuth Ritáról) (2005)
- Györgyi – Miért pont ő? – memoár (2008) Online elérhetőség (MEK)
- Amikor a bosszú angyala sír – regény (2010)
- Hátborzongató históriák – novellák (2015)
- Az emberszerelő – novellák (2018)
- BRUNAR – A Mirrén titka – regény (2021)
- BRUNAR – Mortinfern alkonya – regény (2023)
- Anyahajó – naplóregény (2024)

### Klasszikusok újramesélvesorozat
- Jókai Mór: A kőszívű ember fiai (2008)
- Jókai Mór: Az arany ember (2008)
- Gárdonyi Géza: Egri csillagok (2008)
- Victor Hugo: A nyomorultak (2009)
- Mikszáth Kálmán: Szent Péter esernyője, Beszterce ostroma (2009)
- Charles Dickens: Twist Olivér, Karácsonyi ének (2009)
- Mikszáth Kálmán: Szent Péter esernyője, Különös házasság (2015)
- Móricz Zsigmond: Légy jó mindhalálig (2015)[8]
- Homérosz: Odüsszeia (2016)
- Zrínyi Miklós: Szigeti veszedelem (2017)[9]
- Arany János: Toldi, Toldi estéje, Toldi szerelme (2018)
- Mikszáth Kálmán: Beszterce ostroma (2020)

### Társszerzőként
- Mezítláb – Rúzsa Magdi (2007)

#### Vujity Tvrtkóval
- Tizenkét pokoli történet – riportkötet (2000)
- Újabb pokoli történetek – riportkötet (2001)
- Utolsó pokoli történetek – riportkötet (2002)
- Pokoli történetek – Különkiadás. Benjamin könyve  – riportkötet (2003)
- Angyali történetek – riportkötet (2004)
- Tvrtko könyve – riportkötet (Vujity Tvrtkóval) (2005)
- Pokoli történetek válogatás – riportkötet (Vujity Tvrtkóval) (2006)
- Pokoljárás – riportkötet (Vujity Tvrtkóval) (2007)
- Fertő – riportkötet (2008)
- Angyali történetek. ...és ami azóta történt... Bővített válogatás (2008)
- Menekülés a pokolból (2009)
- Búcsú a pokoltól... és ami azóta történt (2010)
- Pokoli történetek. A királynő beszéde (2012)
- A pokol tanúja ...és ami azóta történt... (bővített válogatás + új fejezetekkel) (2013)
- Túl minden határon (2016)
- Aloha – Túl minden határon (2021)

#### Albert Györgyivel
- Miért pont én? – önéletrajz (2005)
- Miért pont ők? – önéletrajz (2007)

### Egyéb munkái
- 1996-ban a Ki énekli a Pavarottit? című komédiája első díjat nyert a Magyar Rádió hangjátékpályázatán
- a Daráló című hangjátéksorozat és egy tévésorozat társszerzője
- 2001-ben az MKV novellapályázatának különdíjasa, Regina című írásával
- Vau! című művét 2006-ban az évtized 50 legjobb gyerekkönyve közé választották
- Az anyu én vagyok című színmű dalszövegírója és zeneszerzője (bemutató: 2015)
- a Forró csokoládé című zenés vígjáték szerződje és dalszövegírója
- négy újramesélt klasszikusa hangoskönyvként jelent meg az előadásában a Manó Könyvek Kiadónál: Egri csillagok (2022), A kőszívű ember fiai (2022), Szent Péter esernyője (2023), Légy jó mindhalálig (2023)

### Sajtómunkássága
| (kinyitható doboz) |
| --- |
| - 1987–1988 – publikálás a Kölyök és a Magyar Ifjúság című gyerekmagazinban - 1989–1990 – a Kurír jeruzsálemi tudósítója - 1991–1993 – oknyomozó riportok, riportsorozatok a Kurírban, a Népszabadságban és a Magyar Rádióban - 1993–1998 – a PressKontakt Rt. kommunikációs igazgatója, két színház sajtómenedzsere - 1998–1999 – a Tanárnő című magazin szerkesztője - 1999–2001 – a Blikk című napilap munkatársa - 2001–2002 – a Story magazin szerkesztője - 2002–2005 – a Best magazin szerkesztője - 2005 – Sztárok magazin, főszerkesztő - 2006. január 1. – június 30. – Gastroyal, kreatív igazgató - 2006. július 1. – 2008 – HOT! magazin, főszerkesztő-helyettes - 2008-tól – a CantArt kiadó igazgató-tulajdonosa, a Presskontakt Kiadó és a PetePite Kiadó igazgató-helyettese |

## Elismerései, díjai
- Gesty Sylvia Énekverseny, különdíj (Neustadt, 1994)
- 'Don Giovanni' Énekverseny, I. díj (Prága, 1995)
- A Magyar Állami Operaház és a Veronai Aréna nemzetközi énekversenye, II. díj (Budapest, 1996)
- A Magyar Rádió hangjáték-pályázatának győztese (1996)
- Az MKV országos novella-pályázatának győztese (2001)
- Európa No.1 Kántorhangja (Leeds, 2015)
- A Zsidó Pavarotti (Palm Beach, 2016)
- A Magyar Kultúra és Művészet Tiszteletbeli Nagykövete (Washington, 2017)
- Flown Flag capitoliumi elismerés (Michael S. Lee amerikai szenátortól) (Washington, 2018)
- Múzeumpedagógiai Nívódíj [10] (Budapest, 2023)
- Nógrád Vármegye Madách Imre Díja (Balassagyarmat, 2024)[11]
- Mensch-díj (2024)[12][13]
- Aranykoszorú (2024)[14][15]